# Glaphyrosoma mexicanum
Glaphyrosoma mexicanum is een rechtvleugelig insect uit de familie Anostostomatidae. De wetenschappelijke naam van deze soort is voor het eerst geldig gepubliceerd in 1859 door Saussure.